# 友爱镇
友爱镇，是中华人民共和国四川省成都市郫都区下辖的一个乡镇级行政单位。2019年12月，撤销花园镇，将其所属行政区域划归友爱镇管辖，友爱镇人民政府驻东街二段279号。

## 行政区划
友爱镇下辖以下地区：
友爱镇社区、何家场社区、迎凤村、石羊村、子云村、龙溪村、普兴村、达通村、皇庄村、农科村、金台村、弥陀村、青杠村、清河村、梅花村、兴福村、清溪村、顺安村、升平村和春台村。